# 萇山駅

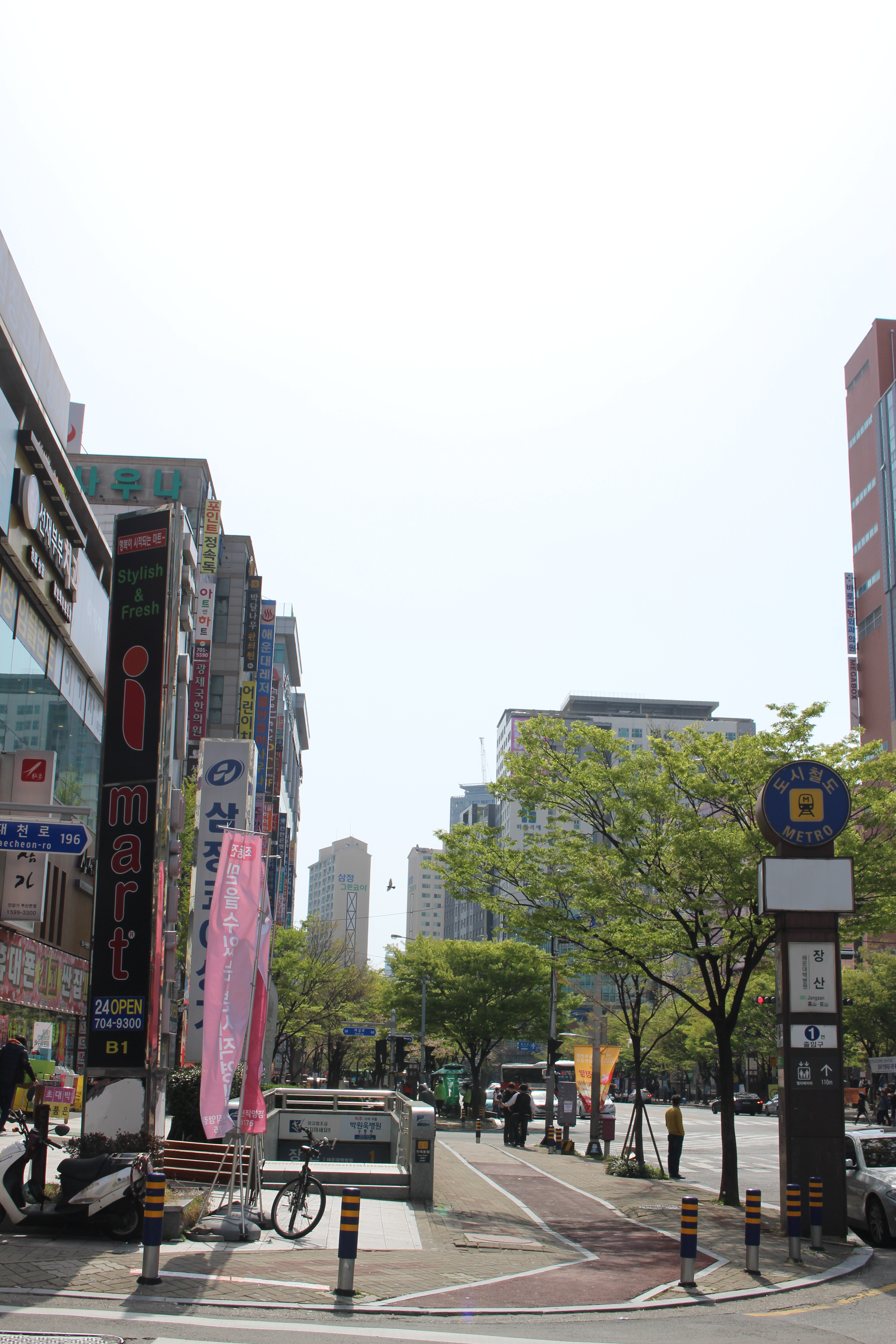
1番出入口（2018年4月）

萇山駅（チャンサンえき）は、大韓民国釜山広域市海雲台区にある釜山交通公社2号線の駅。駅番号は201。
同線の起点駅である。

## 駅構造
島式ホーム1面2線の地下駅。フルスクリーンタイプのホームドアが設置されている。

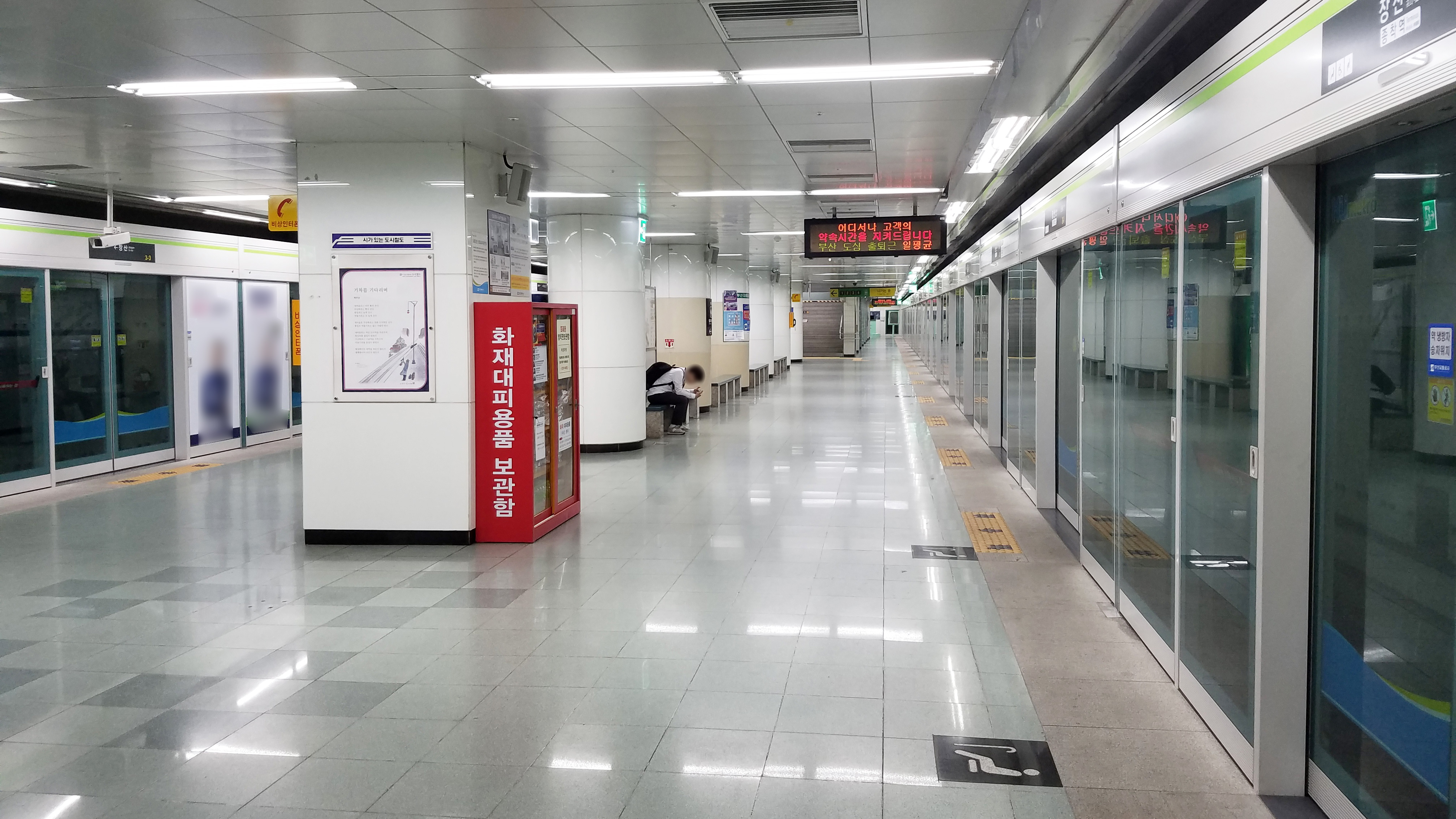
ホーム（2018年4月）
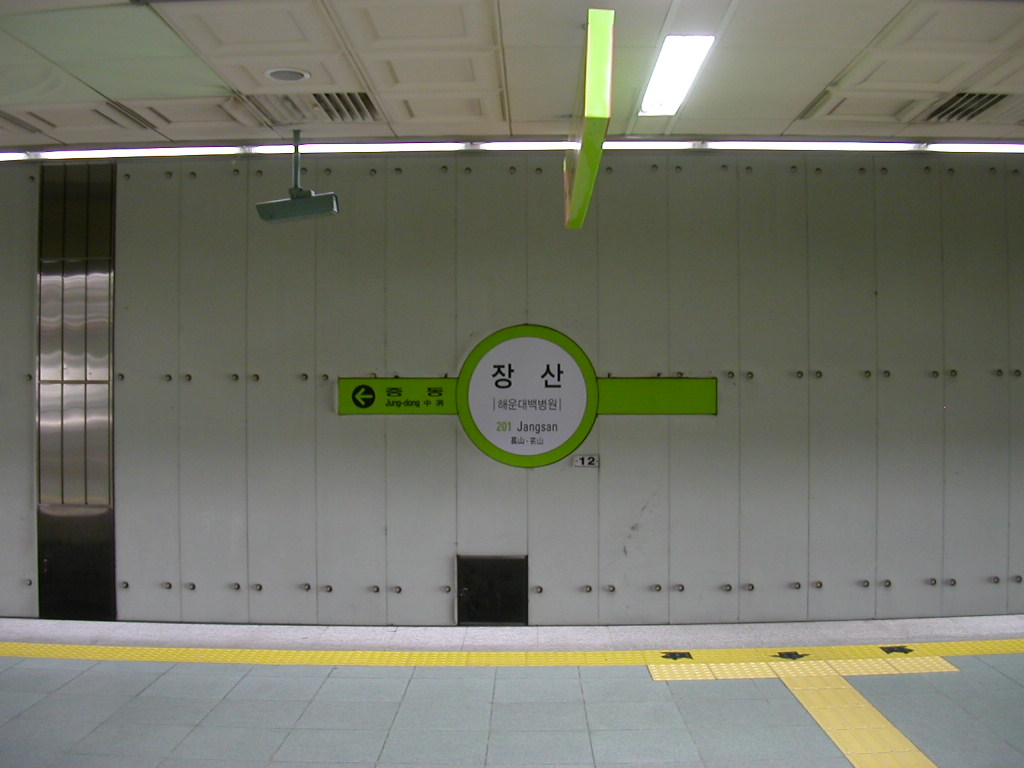
駅名標
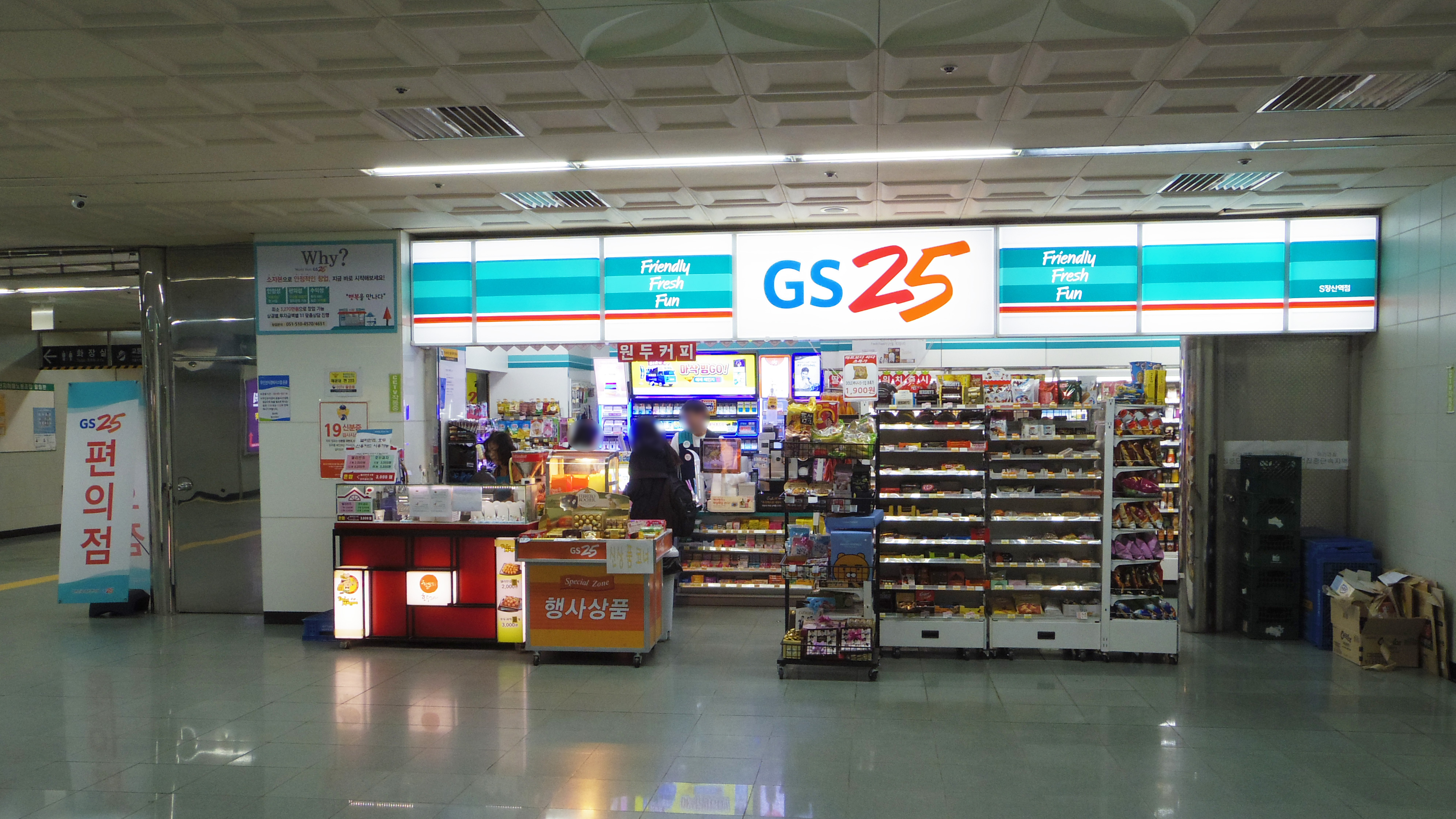
GS25萇山駅店（2018年4月）

### のりば
| 上り | 2号線 | 降車専用 |
| 下り | 2号線 | 梁山方面 |

## 駅周辺
- 仁済大学校海雲台白病院
- 佐1洞住民センター
- 海雲台郵便局
- NC百貨店 海雲台店
- 新韓銀行萇山駅支店
- ロッテシネマ海雲台
- 釜山銀行萇山支店
- 釜山銀行海雲台支店
- 国民銀行新海雲台支店
- 国民銀行萇山駅支店
- KEBハナ銀行萇山駅支店
- ロッテスーパー海雲台店
- MEGABOX海雲台

## 歴史
- 2002年8月29日 - 開業。

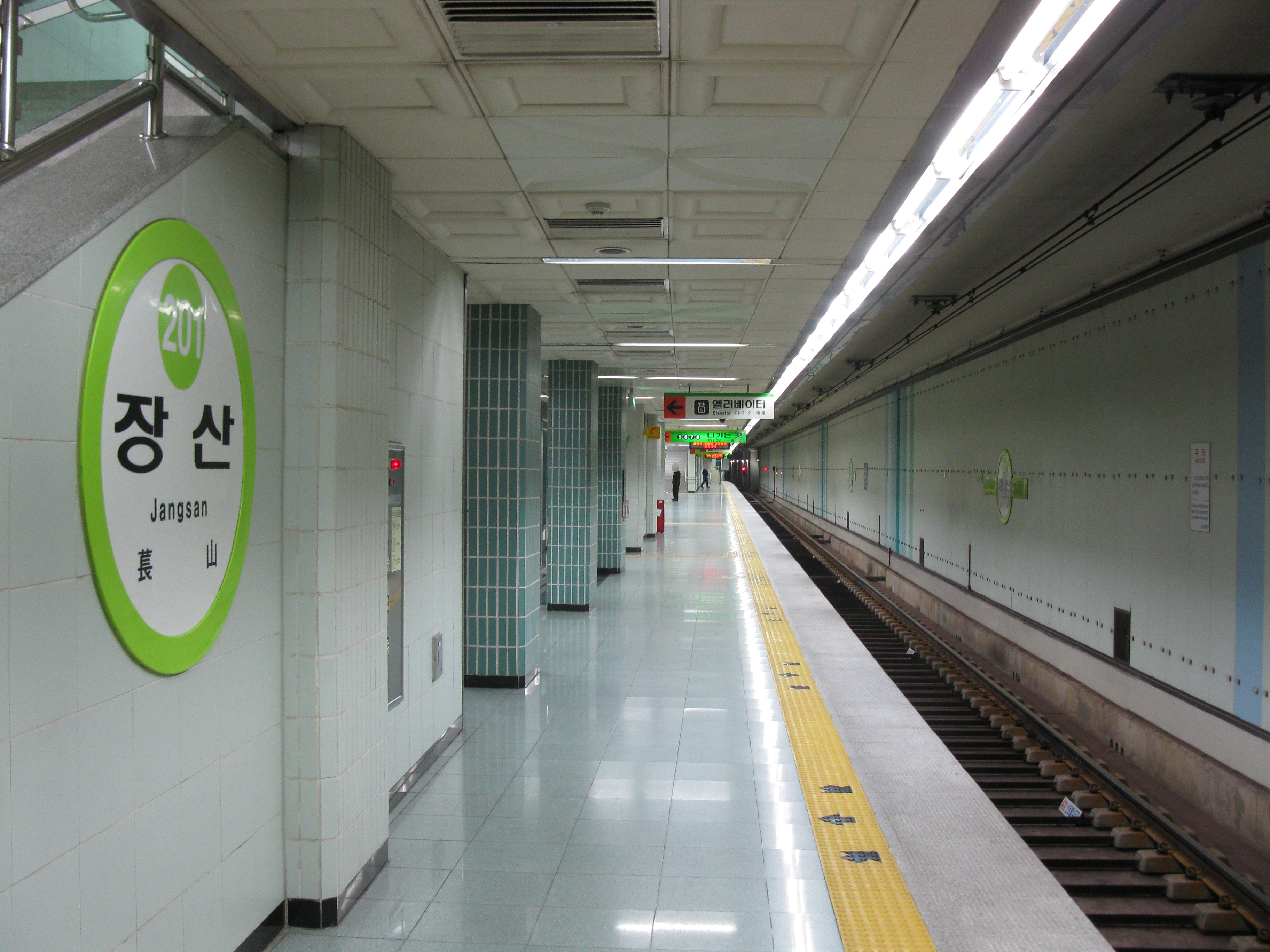
ホームドア設置前（2009年2月）
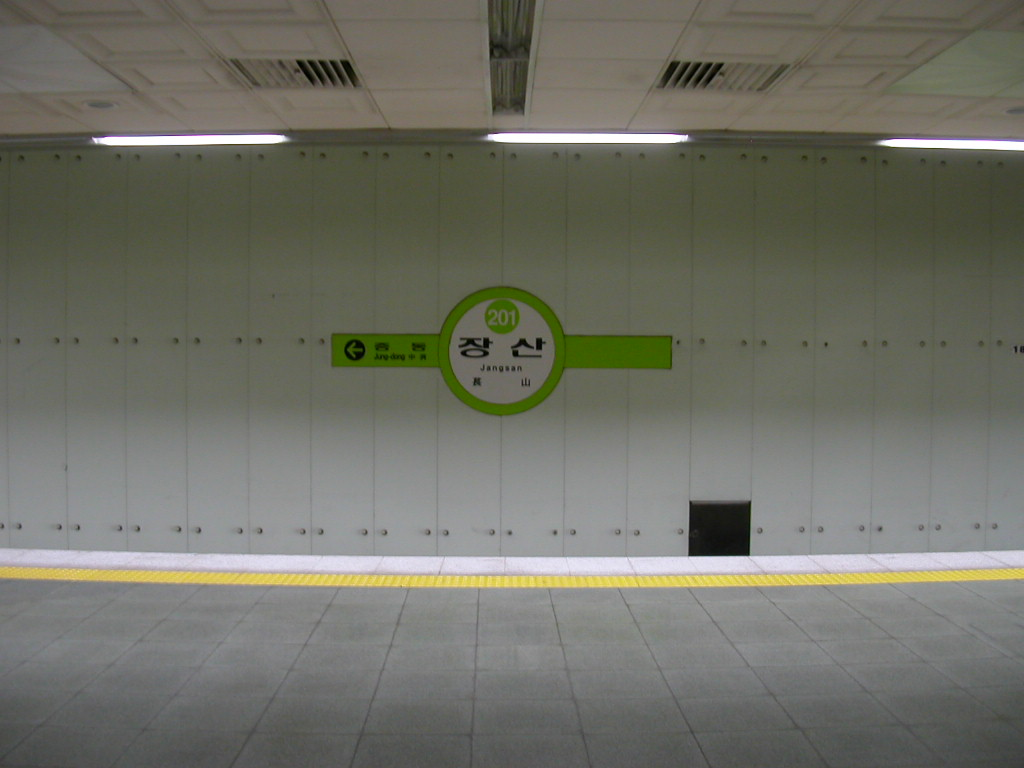
旧型駅名標

## 隣の駅
釜山交通公社
 2号線
萇山駅 (201) - 中洞駅 (202)